# Parti socialiste démocratique (France)
Pour les articles homonymes, voir Parti socialiste démocratique.
Le Parti socialiste démocratique (PSD) est une organisation politique française fondée en 1945 à la suite de l'exclusion de Paul Faure et de plusieurs de ses compagnons de route pacifistes hors de la Section française de l'Internationale ouvrière à la Libération, pour faits de collaboration, à l'instar de Louis Sellier, l'ancien secrétaire général du Parti d'unité prolétarienne (PUP).

## Historique
Fondé le 24 août 1945 par Paul Faure, secrétaire général de la SFIO de 1920 à 1940, le Parti socialiste démocratique (PSD) réunissait d’anciens militants socialistes et syndicalistes marginalisés à la Libération du fait de leur attitude sous l’Occupation comme Albert Bedouce, Émile Berlia, Léon Betoulle ou encore Antoine Ellen-Prévot. Le PSD ressuscitait en grande partie la tendance pacifiste et anti-communiste de la SFIO, née en juillet 1937 pour s’opposer aux partisans de l’intervention en Espagne.
En novembre 1944, lors de son congrès extraordinaire, la SFIO (son secrétaire général fut Daniel Mayer) expulsa ou suspendit 84 de ses parlementaires qui avaient voté « oui » à la demande de pleins pouvoirs du maréchal Philippe Pétain le 10 juillet 1940. Les deux tiers des parlementaires exclus se regroupèrent autour de Paul Faure.
Le PSD adhéra, le 16 octobre 1946, au Rassemblement des gauches républicaines (RGR). Louis-François Dubosc, secrétaire fédéral de la Seine du PSD, fut élu vice-président du RGR en janvier 1949.
À la fin de 1950, le Parti socialiste démocratique aurait compté 6 700 adhérents et serait resté stable jusqu’en 1952. Après 1954, en revanche, des fédérations entières disparurent à cause de la réintégration à la SFIO de certains de leurs dirigeants et militants, ou de leur décès. 
L’influence du PSD était non négligeable dans le mouvement syndical. Certains militants du PSD participèrent à la création de Force ouvrière (FO). Des « paul-fauristes » jouèrent également un rôle dans le syndicalisme indépendant, au sein du CGSI puis de la CGI.
Sur le plan électoral, le PSD était très handicapé par l’inéligibilité de ses anciens parlementaires qui ne furent amnistiés qu’avec la loi du 6 août 1953. Cependant, Julien Satonnet (Saône-et-Loire) fut élu au Conseil de la République (Sénat) en novembre 1946 sous l’étiquette RGR. En mai 1945, Julien Satonnet avait remporté la mairie de Chalon-sur-Saône, en succédant à un autre membre du PSD, Georges Nouelle, en place depuis 1926. Il avait aussi été élu conseiller général en octobre 1946. 
Aux municipales de 1953 dans la Seine, le PSD emporta les mairies de Pavillons-sous-Bois et de Bois-Colombes dans l’arrondissement de Saint-Denis. Dans l’arrondissement de Sceaux, il gagna Joinville-le-Pont. Ses listes étaient étiquetés RGR et faisaient parfois alliance avec le Rassemblement du peuple français (RPF).